# Helenów (gmina Gostynin)
Helenów – wieś sołecka w Polsce położona w województwie mazowieckim, w powiecie gostynińskim, w gminie Gostynin.
| SIMC    | Nazwa   | Rodzaj    |
| ------- | ------- | --------- |
| 0999498 | Wyrobki | część wsi |

Przed II wojną światową miejscowość ta (a także pobliskie Unisławice) należała do rodziny Renzów. Wskutek reform późnych lat 40 i wczesnych 50 majątek przejęło państwo, familia zaś przeniosła się w rejony Gostynina, Nowego Dworu Mazowieckiego, Warszawy, a część wróciła do rodziny w Niemczech (Magdeburg, Bayreuth). W latach 70 dwór rodzinny spłonął i w Helenowie nie pozostał ślad po dawnej rodzinie tam panującej. W Unisławicach zaś podziwiać można młyn wraz z dworkiem, zachowany do dziś.
W latach 1975–1998 miejscowość należała administracyjnie do województwa płockiego.